# Ricardo Duque de Estrada
Ricardo Duque de Estrada, comte de la Vega Del Sella (Estella-Lizarra, 11 janvier 1870-Nueva (Llanes) (es), 28 septembre 1941) est un archéologue et préhistorien espagnol.

## Biographie
Il apprend la géologie britannique et germanique en lisant les œuvres de Charles Lyell, d'Eduard Suess et d'Alfred Wegener. Offrant l'hospitalité à Hugo Obermaier et Paul Wernert, il les aide économiquement et les introduit auprès d'Eduardo Hernández-Pacheco y Estevan au Musée national des sciences naturelles d'Espagne.
Il explore les grottes préhistoriques des Asturies comme Collubil (1912), la grotte de Conde ou la grotte du Penical et, avec Obermaier, étudie les glaciations, cherchant à déterminer les variations de climat en les comparant aux différents types et moments d'occupation humaine du Paléolithique.
En 1912, il fait partie de la Comisión de Investigaciones Paleontológicas y Prehistóricas dirigée par le marquis de Cerralbo et entretient des relations avec Henri Breuil et les préhistoriens français.
Président du Conseil de Oviedo (1909), il devient en 1929, Président de la Real Sociedad Española de Historia Natural (es).

## Travaux
- La Cueva del Penical (Asturias), 1914
- Notas para la Climatología Cuaternaria, 1921
- Teoría del glaciarismo cuaternario por desplazamientos polares, 1927